# Vir
Vir – północnodalmatyńska wyspa u wybrzeży Chorwacji (żupania zadarska), jedna z wysp Archipelagu Zadarskiego, położona na północ od Zadaru, połączona mostem z kontynentem. Najwyższe wzniesienie wyspy to Barbinjak (116 m n.p.m.). Jej powierzchnia wynosi 22,08 km²; długość 10,12 km; szerokość do 4,25 km; a długość linii brzegowej 31,94 km.